# Gobiomorus dormitor
Gobiomorus dormitor is een straalvinnige vissensoort uit de familie van de slaapgrondels (Eleotridae). De wetenschappelijke naam van de soort is voor het eerst geldig gepubliceerd in 1800 door Lacepède.